# Закон України «Про прилеглу зону України»
Закон України «Про прилеглу зону України» — Закон України, прийнятий 6 грудня 2018 року, встановлює статус та визначає правовий режим прилеглої зони України відповідно до Конвенції ООН з морського права 1982 року.

## Контекст

Прилеглою зоною (англ. Contiguous zone) є зона відкритого моря, в якій прибережна держава відповідно до міжнародного морського права може здійснювати контроль, необхідний для запобігання порушенням митних, фіскальних, імміграційних або санітарних законів і правил в межах її території або територіального моря; для покарання за порушення таких законів і правил, вчинені в межах її території або територіального моря.
Кодифіковані норми про прилеглу зону вперше були встановлені в статті 24 Конвенції про територіальне море і прилеглу зону 1958 року, а потім у статті 33 Конвенції ООН з морського права 1982 року.
На відміну від деяких інших морських просторів, існування яких та суверенітет над якими не потребують прийняття окремих законів внаслідок самого факту приєднання держави до Конвенції 1982 року, контроль, що може здійснюватися державою в прилеглій зоні, потребує прийняття окремого законодавчого акту. Це пояснюється тим, що прилегла зона не є ані зоною суверенітету, ані зоною юрисдикції. Ця та ділянка морського простору, де прибережна держава може здійснювати обмежений контроль для запобігання порушенням чи для покарання за порушення певних правил, а також мати права та обов'язки щодо затонулих археологічних та історичних об'єктів.
У 2018 році правовий статус та режим прилеглої зони був визначений у законодавстві 83 прибережних держав.

## Історія
9 липня 2003 Верховна Рада України прийняла за основу проект [Архівовано 25 січня 2019 у Wayback Machine.] закону України про внутрішні води, територіальне море і прилеглу зону України, який так і не був прийнятий.
Проект [Архівовано 25 січня 2019 у Wayback Machine.] закону про внутрішні води, територіальне море та прилеглу зону України, поданий 30 грудня 2002 року, був відкликаний після проходження першого читання. Така сама доля чекала на ще один законопроект [Архівовано 25 січня 2019 у Wayback Machine.].
Проект [Архівовано 25 січня 2019 у Wayback Machine.] закону про прилеглу зону України, поданий 23 липня 2009 року, пройшов перше читання, але провалився в другому.
Після анексії Криму та закриття портів півострову, російська окупаційна адміністрація почала здійснювати незаконну економічну діяльність із залученням торгового флоту під російським прапором та прапорами третіх країн. Значно зросли обсяги контрабанди, що перевозиться Чорним морем. Унаслідок втрати контролю над Кримом, Україна позбулася можливості ефективного контролю за судноплавством, що дозволив би здійснювати затримання та догляд кораблів, підозрюваних у піратстві, незаконному перевезенні зброї, наркотичних препаратів, торгівлі людьми, контрабанді. Необхідно було створити правову базу для попередження специфічних злочинів, що включають перевалку вантажів у морі, порушення державного кордону України, зокрема ворожою агентурою, розвідувально-диверсійними групами тощо.
Тому групою народних депутатів (Олена Матузко, Ірина Геращенко, Марія Іонова, Іван Вінник) був поданий законопроект [Архівовано 25 січня 2019 у Wayback Machine.] № 8361 від 16 травня 2018 року, що 244-ма голосами прийнятий як Закон 6 грудня того ж року. На прискоренні парламентської роботи позначилась і військова агресія Росії проти українських суден у районі Керченської протоки. Закон підписаний Президентом 29 грудня і набрав чинності 4 січня 2019 року.

## Зміст Закону
Закон складається з шести статей та прикінцевих положень.
Згідно з його нормами, прилегла зона України є морським поясом, що прилягає до територіального моря України, зовнішня межа якого перебуває на відстані не більше двадцяти чотирьох морських миль (44 455,2 м), відлічених від вихідних ліній, від яких відмірюється ширина територіального моря України.
Україна у своїй прилеглій зоні здійснює контроль, необхідний з метою:
1. запобігання порушенням митного, фіскального (податкового), імміграційного (міграційного), санітарного законодавства України у межах території України, включаючи її внутрішні води або територіальне море;
2. притягнення до відповідальності за порушення зазначеного законодавства.

З цією метою Державна прикордонна служба України може здійснювати:
 1) зупинення суден;
 2) огляд суден;
 3) затримання чи арешт суден та/або членів їх екіпажу, крім військових кораблів та інших державних суден, які використовуються з некомерційною метою.